# MAN Lion’s Classic G
Az MAN Lion’s Classic G (más néven MAN SG 263 vagy MAN SG 313, a motor teljesítményétől függően) az MAN török gyártású Lion’s Classic családjának városi-elővárosi normál padlós csuklós autóbusza.

## Története
A Lion’s Classic család elődjét, az SL és SG széria második generációját (mint az SL 202) még az 1980-as években mutatták be, de a következő évtizedre már visszaesett a magas padlós buszok iránti kereslet, majd 1995-ben kiszervezték a magas padlójú buszok gyártását a török MANAŞ-hoz. 2000-ben döntöttek a harmadik generációs SL xx3 szóló és SG xx3 csuklós autóbuszok gyártásának indításáról, melyek ugyan továbbra se voltak alacsony padlósak, de az alacsonyabb áruk, valamint az erősebb váz és felfüggesztésüknek köszönhetően megállta a helyét a piacon.
Átalakításon esett át 2004-ben, amikor Euro III-as környezetvédelmi normás motort kapott, valamint a sorozat megkapta a Lion’s Classic nevet. A csuklós Lion’s Classic G gyártását később, 2005-ben leállították, ugyanis túlzottan költséges lett volna a szigorúbb Euro IV-es normára átállítani.

## Magyarországon
Magyarországon 2002 és 2005 között az Agria Volán 3 darab, Hajdú Volán 12 darabot, a Jászkun Volán 6 darabot, és a Körös Volán 5 darabot. Az Miskolc Városi Közlekedési Zrt. 42 darab új MAN Lion’s Classic G SG263 buszokat vásárolt. 2016-ban a Miskolc Városi Közlekedési Zrt. új járműveket szerzett be, ennek következményeként 11 darab autóbusz feleslegessé vált. Eladásra hirdették meg és az ÉMKK meg is vette őket. 
A táblázatban szereplő darabszámok 2002-től 2015-ig terjedő időszak állományi adatait mutatják. A járművek nagy része már nincsen forgalomban.
| Volán         | Lion's Classic G SG263 | Lion's Classic G SG313 | Összesen | Jogutód |
| ------------- | ---------------------- | ---------------------- | -------- | ------- |
| Agria Volán   | 1                      | 2                      | 3        | KMKK    |
| Hajdú Volán   | 12                     | 0                      | 12       | ÉMKK    |
| Jászkun Volán | 1                      | 5                      | 6        | KMKK    |
| Körös Volán   | 4                      | 1                      | 5        | DAKK    |
| Összesen      | 18                     | 8                      | 26       |         |

A korábbi Volán-társaságok 2015. január 1-jével beolvadtak a területi Közlekedési Központokba.
| Volán    | Lion's Classic G SG263 | Lion's Classic G SG313 | Összesen |
| -------- | ---------------------- | ---------------------- | -------- |
| DAKK     | 4                      | 1                      | 5        |
| ÉMKK     | 22                     | 0                      | 22       |
| KMKK     | 2                      | 7                      | 9        |
| Összesen | 28                     | 8                      | 36       |

A Közlekedési Központok járműveit 2019. október 1-jén a Volánbusz vette át.
Frissítve: 2019. október 1.
|           | Lion's Classic G SG263 | Lion's Classic G SG313 | Összesen |
| --------- | ---------------------- | ---------------------- | -------- |
| Volánbusz | 28                     | 8                      | 36       |
| Összesen  | 28                     | 8                      | 36       |

Jelenleg: 2024. január 10.
|           | Lion's Classic G SG263 | Lion's Classic G SG313 | Összesen |
| --------- | ---------------------- | ---------------------- | -------- |
| Volánbusz | 17                     | 8                      | 25       |
| Összesen  | 17                     | 8                      | 25       |

1. ↑  Ebből 11 darab az MVK Zrt.-től vásárolva 2016-ban

## Fordítás
- Ez a szócikk részben vagy egészben  a   MAN Lion’s Classic G című lengyel Wikipédia-szócikk fordításán alapul.  Az eredeti cikk szerkesztőit annak laptörténete sorolja fel. Ez a jelzés csupán a megfogalmazás eredetét és a szerzői jogokat jelzi, nem szolgál a cikkben szereplő információk forrásmegjelöléseként.